# Druga slovenska nogometna liga 2022-2023
La Druga slovenska nogometna liga 2022-2023 (in lingua italiana: Secondo campionato calcistico sloveno 2022-2023), abbreviata in 2. SNL 2022-2023, fu la trentaduesima edizione della seconda serie del campionato di calcio sloveno.

## Stagione

### Formula
Le 16 squadre partecipanti disputarono un turno di andata e ritorno per un totale di 30 giornate, al termine delle quali:
- La prima classificata venne promossa in 1. SNL 2023-2024
- La seconda classificata disputò uno spareggio contro la penultima della 1. SNL 2022-2023
- Le ultime due classificate vennero retrocesse in 3. SNL 2023-2024

## Squadre partecipanti
| Squadra                  | Città              | Stadio                           | Stagione 2021-22 | Stagione 2021-22 |
| Squadra                  | Città              | Stadio                           | Pos.             | Divisione        |
| ------------------------ | ------------------ | -------------------------------- | ---------------- | ---------------- |
| Aluminij                 | Kidričevo          | Športni park Aluminij            | 10°              | 1. SNL           |
| Triglav                  | Kranj              | Športni Center Stanko Mlakar     | 2°               | 2. SNL           |
| Krka                     | Novo mesto         | Stadion Portoval                 | 3°               | 2. SNL           |
| Rogaška                  | Rogaška Slatina    | Športni center Rogaška Slatina   | 4°               | 2. SNL           |
| Rudar Velenje            | Velenje            | Stadio ob Jezeru                 | 5°               | 2. SNL           |
| Nafta 1903               | Lendava            | Športni park Lendava             | 6°               | 2. SNL           |
| Vitanest Bilje           | Biglia             | Igrišče Bilje, V Dolinci         | 7°               | 2. SNL           |
| Primorje eMundia         | Aidussina          | Mestni stadion Ajdovščina        | 8°               | 2. SNL           |
| Roltek Dob               | Dob                | Športni park Dob                 | 9°               | 2. SNL           |
| Ilirija 1911             | Lubiana            | Stadion Ilirija                  | 10°              | 2. SNL           |
| Fužinar Vzajemci         | Ravne na Koroškem  | Mestni stadion Ravne na Koroškem | 11°              | 2. SNL           |
| Beltinci Klima Tratnjek  | Beltinci           | Športni park Beltinci            | 12°              | 2. SNL           |
| Jadran Dekani            | Villa Decani       | Športni park Dekani              | 13°              | 2. SNL           |
| Krško                    | Krško              | Stadion Matije Gubca             | 14°              | 2. SNL           |
| Brinje Grosuplje         | Grosuplje          | Stadion Brinje                   | 1°               | 3. SNL Ovest     |
| Kety Emmi&Impol Bistrica | Slovenska Bistrica | Športni park Slovenska Bistrica  | 1°               | 3. SNL Est       |

## Classifica
|                       | Pos. | Squadra          | Pt | G  | V  | N  | P  | GF | GS | DR  |
| --------------------- | ---- | ---------------- | -- | -- | -- | -- | -- | -- | -- | --- |
|                       | 1.   | Rogaška          | 68 | 30 | 21 | 5  | 4  | 52 | 23 | +29 |
|                       | 2.   | Aluminij         | 64 | 30 | 19 | 7  | 4  | 58 | 23 | +35 |
|                       | 3.   | Ilirija          | 54 | 30 | 16 | 6  | 8  | 55 | 30 | +25 |
|                       | 4.   | Krka             | 53 | 30 | 14 | 11 | 5  | 46 | 28 | +18 |
|                       | 5.   | Beltinci         | 44 | 30 | 12 | 8  | 10 | 47 | 45 | +2  |
|                       | 6.   | Nafta 1903       | 41 | 30 | 11 | 8  | 11 | 50 | 43 | +7  |
|                       | 7.   | Primorje         | 41 | 30 | 10 | 11 | 9  | 42 | 40 | +2  |
|                       | 8.   | Brinje Grosuplje | 38 | 30 | 11 | 5  | 14 | 30 | 37 | −7  |
|                       | 9.   | Bistrica         | 37 | 30 | 9  | 10 | 11 | 39 | 40 | −1  |
|                       | 10.  | Bilje            | 37 | 30 | 10 | 7  | 13 | 40 | 53 | −13 |
|                       | 11.  | Jadran Dekani    | 35 | 30 | 7  | 14 | 9  | 27 | 29 | −2  |
|                       | 12.  | Triglav          | 38 | 30 | 10 | 5  | 15 | 33 | 52 | −19 |
|                       | 13.  | Rudar Velenje    | 32 | 30 | 7  | 11 | 12 | 41 | 51 | −10 |
|                       | 14.  | Fužinar          | 31 | 30 | 8  | 7  | 15 | 39 | 56 | −17 |
|                       | 15.  | Krško            | 24 | 30 | 6  | 6  | 18 | 36 | 59 | −23 |
|                       | 16.  | Dob              | 21 | 30 | 4  | 9  | 17 | 37 | 63 | −26 |
| Fonte: sito ufficiale |      |                  |    |    |    |    |    |    |    |     |

Legenda:
      Promosso in 1. SNL 2023-2024.
  Partecipa allo spareggio.
      Retrocesso in 3. SNL 2023-2024.
      Escluso dal campionato.
Regolamento:
Tre punti a vittoria, uno a pareggio, zero a sconfitta.
La classifica viene stilata secondo i seguenti criteri:
- Punti conquistati
- Punti conquistati negli scontri diretti
- Differenza reti negli scontri diretti
- Reti realizzate negli scontri diretti
- Differenza reti generale
- Reti totali realizzate

### Spareggio
L'Aluminij incontrò il Gorica, penultimo in 1. SNL 2022-2023, con gare di andata e ritorno, per un posto in 1. SNL 2023-2024.
| Squadra 1 | Totale | Squadra 2 | Andata     | Ritorno    |
| --------- | ------ | --------- | ---------- | ---------- |
|           |        |           | 25.05.2023 | 28.05.2023 |
| Aluminij  | 4 – 2  | Gorica    | 3 – 1      | 1 – 1      |

## Statistiche

### Classifica marcatori
| Gol                   |  |  | Giocatore         | Squadra       |
| --------------------- |  |  | ----------------- | ------------- |
| 24                    |  |  | Matej Poplatnik   | Ilirija       |
| 21                    |  |  | Nik Marinšek      | Aluminij      |
| 14                    |  |  | Bamba Susso       | Bilje         |
| 12                    |  |  | Nejc Gradišar     | Rogaška       |
| 11                    |  |  | Gal Grobelnik     | Beltinci      |
| 11                    |  |  | Dejan Djermanović | Ilirija       |
| 11                    |  |  | Filip Kosić       | Rudar Velenje |
| 10                    |  |  | Dino Kapitanović  | Krka          |
| 10                    |  |  | Gašper Černe      | Dob           |
| 10                    |  |  | Stjepan Oštrek    | Nafta 1903    |
| Fonte: Sito ufficiale |  |  |                   |               |